# بال لازار
بال لازار (بالمجرية: Lázár Pál)‏ هو لاعب كرة قدم مجري في مركز الدفاع، ولد في 11 مارس 1988 في دبرتسن في المجر. شارك مع منتخب المجر تحت 21 سنة لكرة القدم ومنتخب المجر لكرة القدم. أما مع النوادي، فقد لعب مع سامسون سبور ونادي دبرتسني ونادي مول فيهيرفار.

## وصلات خارجية
- بال لازار على موقع الاتحاد الأوربي (الإنجليزية)
- بال لازار على موقع اتحاد تركيا (لاعب) (الإنجليزية)
- بال لازار على موقع قاعدة بيانات كرة القدم.إي يو (الإنجليزية)
- بال لازار على موقع ناشيونال فوتبول تيمز (الإنجليزية)
- بال لازار على موقع Soccerway.com (الإنجليزية)
- بال لازار على موقع عالم كرة القدم.نت (الإنجليزية)